# Rafael Vilasanjuan
Rafael Vilasanjuan   (Barcelona, 29 d'octubre de 1961) és el director d'Anàlisi i Desenvolupament Global de l'Institut de Salut Global de Barcelona (ISGlobal) des del març del 2011.
En el període 2006-2011 va ser sotsdirector gerent del Centre de Cultura Contemporània de Barcelona (CCCB). Ha treballat durant dotze anys en Metges Sense Fronteres (MSF), començant com a director de comunicació en 1995, després secretari general de MSF-Espanya i finalment, el 1999, quan l'organització va ser premiada amb el Premi Nobel de la Pau, va ser nomenat secretari general de MSF Internacional, organització amb la qual va treballar fins al 2006. Durant aquest període, ha estat treballant en importants àrees de conflicte incloent-hi Afganistan, Txetxènia, Somàlia, Sudan, l'Àfrica occidental, la República Democràtica del Congo, Colòmbia i l'Iraq. Com a director general de MSF, va ser membre fundador de la Iniciativa de Medicaments per a Malalties Oblidades (DNDi), organització a càrrec de desenvolupar i oferir nous fàrmacs per a malalties que afecten països en desenvolupament, en la qual continua col·laborant. També ha participat en missions d'observació amb l'Institut Nacional Demòcrata (NDI) controlant el procés electoral a Orient Mitjà. Rafael Vilasanjuan és periodista, llicenciat en Ciències de la Informació per la Universitat Autònoma de Barcelona (UAB). Escriu una columna d'opinió setmanal a El Periódico, a la secció Internacional, i col·labora setmanalment com a analista d'assumptes polítics al programa d'actualitat matinal de la Cadena SER i a TV3.